# Рац, Енё
Енё Рац (венг. Rátz Jenő; 20 сентября 1882 — 21 января 1952) — венгерский армейский офицер и политик, занимал должность министра обороны в 1938 году.

## Биография
Енё Рац родился 20 сентября 1882 года в Зренянине, Королевство Сербия. Принимал участие в Первой мировой войне. В 1919 году во время существования Венгерской советской республики служил в Национальной армии. 1 октября 1936 года стал начальником штаба армии вооружённых сил Венгрии. В 1938 году премьер-министр Венгрии Бела Имреди назначил его министром обороны страны, сменив на этой должности Вилмоша Рёдера. Затем Енё Рац стал работать палате представителей Венгрии, а министром обороны стал Карой Барта. 
Во время правления премьер-министра Дёме Стояи он был министром без портфеля и заместителем премьер-министра. После окончания Второй мировой войны Народный трибунал приговорил его к смертной казни, но позднее приговор был изменён на пожизненное заключение. В 1952 году Енё Рац скончался в тюрьме в Будапеште.